# Shun Mochizuki
Shun Mochizuki (望月俊?, Mochizuki Shun; ...) è un ex giocatore di football americano giapponese che ha giocato nel ruolo di guardia destra.